# Срби у Хрватској
Срби у Хрватској или Срби из данашње Хрватске су припадници српског народа који живе на простору данашње Републике Хрватске или вуку поријекло са тог простора.
Према попису становништва из 2021. на подручју данашње Хрватске је живело 123.892 Срба, што чини 3,20% од укупног броја становника те државе, док их је на попису становништва из 2011. живело 186.633 (4,36%). Укупан број Срба у Хрватској је смањен за три четвртине у односу на стање прије рата у Хрватској и пописа становништва из 1991. када их је било 581.663 и када су чинили 12,2% од укупног броја становника Хрватске. Уставом Хрватске из 1990. године, Хрватски сабор је српском народу укинуо статус конститутивног народа у Хрватској. Знаменити Срби из Хрватске остварили су бројне националне и свјетске успјехе.

## Историја

### Средњи век
У појединим областима данашње Републике Хрватске, српски народ је био присутан још од раног средњовековног раздобља. Према сведочењу византијског цара Константина VII Порфирогенита (944—959), који је написао рад под називом De administrando imperio, српска племена су још од 6. и 7. века настањивала подручје од Конавала до ушћа реке Цетине. То су били Конављани, Захумљани и Неретљани. Ове области приадале су српској држви Немањића све до почетка 14. века, а црквену надлежност над православним хришћанима у тим областима имала је српска православна Хумска епархија, основана 1219. године, са првобитним седиштем у манастиру Богородице Стонске. То је била најстарија српска архијерејска катедра на подручјима која припадају данашњој Републици Хрватској. У другој половини 14. века, знатан део јужног подручја данашње Републике Хрватске у залеђу Далмације потпао је под власт српско-босанског краља Твртка I, а средином 15. века читаво приморје од Бока которске до Макарске (осим Дубровника и острава) било је у саставу Војводства Светог Саве.
На другој страни, у северним областима данашње Републике Хрватске, присуство српског народа се значајно увећало током 15. века, када су српски деспоти Стефан Лазаревић и Ђурађ Бранковић добили значајне поседе у разним угарским областима, а поједини српски великаши су наследне поседе добили и на подручју средњовековне Бановине Славоније. Женидбом грофа Улриха Цељског са Катарином Бранковић, ћерком деспота Ђурђа 1434. године, Срби постају све присутнији у данашњој северној Хрватској, односно тадашњој „Горњој Славонији” у којој су цељски грофови имали простране поседе. О верском и културном животу православних Срба у „Горњој Славонији” током 15. века сведочи и чувени Вараждински апостол. У то време, верска припадност је била много израженија него етничка, тако да су се људи одређивали првенствено по верској или завичајној, односно племенској припадности. Православни Срби су на овим просторима већ у то време потпали под удар покатоличавања, на чему је радио познати мисионар Јован Капистран који је безуспешно покзшавао да покатоличи чак и самог деспота Ђурђа Бранковића. Његов унук, деспот Змај Огњени Вук добио је од угарског краља Матије Корвина разне поседе, укључујући и Костајницу. Власт српског племства из породице Косача над Калником трајала је читавих сто година, до 1537. године. Исте године, током битке код Горјана, погинуо је последњи српски деспот Павле Бакић.

### Рани нови век
Турском најездом и разбијањем старих српских држава, Срби су сатерани на западне и северне границе Балкана. Док их је на југу пратила насилна исламизација, на северозападу Срби су били под ударом германизације и унијаћења и то у време мира.
Током старије историје Срба у Далмацији, локални католички надбискупи и бискупи настојали су уз помоћ млетачких власти да наметну своју јурисдикцију над тамошњим шизматицима (православним хришћанима).
Од великог значаја за историју Срба у Хрватској била су збивања из времена Бечког рата (1683—1699). Недуго након преласка под окриље хабзбуршке власти српски патријарх Арсеније III је 1693. године посетио и Србе у Хрватској око манастира Лепавине. Током наредних година, на подручјима Карловачког генералата, Баније, Лике и Крбаве боравио је избегли дабробосански митрополит Атанасије Љубојевић чијом је заслугом основана посебна српска епархија за поменуте области.
Река Сава и Београд су средином 18. века били граница два царства. На просторима Хрватске и Славоније, католичко насиље над православцима имало је за последицу њихове све чешће побуне. Када је 1755. године Загреб преотео манастир Марчу, избила је Северинска буна, коју је водио Србин Петар Љубојевић из околине Бјеловара.
Било је то време покрета за очување српског националног бића у Далмацији, северној Хрватској, Славонији и Подравини. Крајем 18. века ту су отворене и прве српске школе. У том периоду подигнут је и највећи број православних цркава, као и богословије у Метку, Залужници, Плашком и Карловцу. Само епископ Горњокарловачки Лукијан Мушицки основао је осамдесет српских школа. У Пакрацу је из Богословске школе касније израсла српска Учитељска школа и сва остала средња училишта, а у оквиру њих и КУД „Караџић”. Тада је излазио и српски часопис „Добри пастир”.
Срби у градовима врло рано улазе у модернизацијске процесе. У крајишком, повојаченом друштву су ти процеси знатно спорије напредовали, а чињеница је да је већи број Срба у Хрватској био управо из сеоских средина. Срби у градовима били су дисперзирани по читавој Хрватској, што је отежавало буђење њихове националне свести. Ипак, Срем је изузетак. Овде највећи број становника и на селу и у градовима представљају Срби, а будући да је био подељен између Војне крајине и Краљевине Славоније те се у њему налазило и средиште српскога православља у Хабсбуршкој Монархији, био је плодно тло за развитак народног препорода. I у другим градовима, попут Вуковара, Осијека, Пожеге, Загреба и Карловца, Срби су развијали своју националну свест, али је због њихове релативно мале заступљености то било знатно слабије него у сремским средиштима.
Корени дугорочног непријатељства Срба и Хрвата могу се пронаћи у томе што су православни Срби имали статус слободних сељака на територији која је била хрватски феудални посед, док су Хрвати имали статус кметова.
Српски крајишници били су мета деловања римокатоличке курије, која је своје прозелитско деловање описивала као „спасавање њихових душа”. Сењски капетан Каспар Раб добио је 1583. задатак да се упути у турску Лику и Крбаву са циљем да побије комплетно становништво, што би спречило насељавање православних Срби Крајишника. Његов поход завршио се потпуним поразом.
Према писању историчара Милоша Ковића, Црква и Крајина биле су кључне институције српског народа у добу од слома до обнове српских држава.
Када у Загребу и другим градским центрима почиње илирски покрет суштински се мењају хрватско-српски односи. Панславистички покрети и демократизација културе знатно утичу на односе Хрвата и Срба. То је уједно преломна фаза за интеграцију српске нације у хрватско друштво. У том смислу се, у врло кратком периоду, превладавају верске нетрпељивости те се стварају основе за грађанска права. Истакнути хрватски Илирци Јанко Драшковић, Људевит Гај и Иван Кукуљевић залажу се за пуну равноправност „домородаца” обеју вероисповести и верску трпељивост. Многи Срби учествују у хрватском народном препороду и постају његови најистакнутији присталице као нпр. Петар Прерадовић и Анастас Поповић.

### Револуционарна 1848. година
Сарадња Срба и Хрвата досиже свој врхунац у револуцији 1848. године. Године 1848. и Срби учествују у револуционарним и контрареволуционарним гибањима. Будући да су Мађари одбили српске захтеве за признавањем права народности у оквирима народно-црквене аутономије и за слободном употребом „народног језика”, Срби су стали на страну Аустрије. У другој фази покрета одржана је Мајска скупштина у Сремским Карловцима од 13. до 15. маја. На тој скупштини истиче се право српског народа у Аустрији и Угарској на аутономни, политички и културни развитак. Ради остварења тога права проглашена је аутономна Српска Војводина. Истовремено је изабран српски војвода, граничарски пуковник Стеван Шупљикац, а митрополит Јосиф Рајачић је проглашен за патријарха, док је прокламован и политички савез између Српске Војводине и Хрватске, Славоније и Далмације „на основу слободе и савршене једнакости”. Одлуке Мајске скупштине нису у почетку сматрали законитим ни Мађари ни Аустријанци. Аустрија је, међутим, касније признала легалитет овим одлукама, приликом обрачуна с мађарским покретом. Након победе над Мађарима Аустрија је дала Војводини статус посебне крунске области под именом Војводство Србија и Тамишки Банат. Одлука да се формира ова аутономна јединица деловала је у први мах умирујуће, јер је изгледало да се њоме испуњавају захтеви Срба с Мајске скупштине. Ипак, Срби су тим чином били делимично изиграни. Војводином је управљао аустријски гувернер, њено управно средиште се налазило у Темишвару, у њеним школама и установама обавезни језик је био немачки, а титулу њеног војводе носио је сам цар. Истовремено, Хрватски сабор, подупрт крајишким тежњама, израдио је први програм територијалне интеграције Војне крајине с Хрватском.
Крајишки устав утврђује да је Војна крајина нераздружив део Троједне Краљевине. Крајишки устав прецизирао је још две одредбе: нови закони за Крајину могу се доносити само у Хрватском сабору, а народни се језик уводи у све јавне послове Крајине иу њене школе. Осим тога, сва земља коју Крајишници поседују проглашена је „њиховом правном својином”. Аустрија након пораза Мађара није допустила демобилизацију Војне крајине, што је хрватски сабор такође тражио. У Хрватски сабор улазе 1848. године и представници Срба из градова грађанске Хрватске. Српски кандидати представљају готово половину саборског заступства и најбројнији су у оној скупини заступника која од почетка заседања инсистира на радикалнијим решењима отворених питања. Исте године у априлу 1848. прогласили су Срби из Далмације своја захтевања. Тражили су, међу осталим, потпуну слободу цркве, слободан прелаз са католичке вере на православну и обрнуто, државне плате за свештенике, слободу школа итд. Што се тиче бана Јосипа Јелачића, његов став о „слоги и братинству” између Хрвата и Срба никада није долазио у питање. О томе сведочи и његов ћирилични проглас „Народу српском и српском у Троједној Краљевини Далмације, Хрватске и Славоније” у вези са својим именовањем за бана.

### Од Револуције до Првог свјетског рата
Након овога врло бурног периода, које је проткано уском сарадњом Срба и Хрвата, долази период развитка национализама код оба народа. Све расправе о етногенези Срба и Хрвата, о државним традицијама и просторима једних и других, о културним сферама, настају управо у вријеме након 1848. године. Ипак, без обзира на то, потрес који је погодио Монархију Аустро-угарском и Хрватско-угарском нагодбом указао је и Хрватима и Србима у Хрватској да једни без других не могу функционисати, тј да могу штитити своје интересе једино ако нису национално конфронтирани. Године 1860. крајишки заступници улазе у Хрватски сабор, с правом учествовања у расправи о државноправним питањима. Следећи је корак било демобилизацију Војне крајине 1871. године.
У времнима бана Ивана Мажуранића и бана Куена Хедерварија Срби долазе на високе функције у хрватском друштву. Све три највише функције Цивилне Хрватске и Славоније, осим банке, држе Срби у време бана Мажуранића. Шеф Одјељења за унутрашње послове и подбан је Јован Живковић. Председник врховног суда је Ливије Радивојевић, а Никола Крестић је председник Хрватског сабора. За време Куена Хедерварија део Срба је пристајао уз његову промађарске политику. Ипак, на изборима за црквено-народни сабор 1897. године коалиција српских либерала, радикала и самосталаца побеђује „Куенове Србе” остављајући им једва који мандат. Службена угарска политика подстицала је у време Куена Хедерварија конфликте између Хрвата и Срба. Народна слободумна странка Светозара Милетића, која је свој програм осмислила у Руми 1881. године, инсистира на једнакости Срба и Хрвата у црквеној и школској аутономији и на признању српског народа у Аустроугарској тако да се у сваком закону спомиње и српски народ, а језик да се назива хрватски или српски. Године 1887. заступници у Хрватско-славонском сабору потврђују црквено-народну српску аутономију. Угледајући се на угарски саборски члан IX из 1868. године, Срби имају аутономију цркве и школе, обезбеђена им је равноправност са осталим религијама, а исто се тако слободно смеју служити ћирилицом у читавој Краљевини Славонији и Хрватској, а у крајевима где живе у повећаном броју могу се служити само ћирилицом.
Многи Срби из Загреба као и других делова садашње Хрватске су значајно допринели развоју културе у земљи. Трговац Христофор Станковић је основао прву позоришну зграду у Загребу и узимао активног учешћа у успостављању позоришне културе.
Срби у Хрватској у последњим деценијама 19. века иницијативама Владимира Матијевића стварају низ јаких институција као што су Српска банка, Савез српских земљорадничких задруга и Српско привредно друштво Привредник. Од 1884. године излази и „Србобран”, страначко гласило Српске самосталне странке. У првим годинама 20. века на подручју Далмације и Хрватске настаје Хрватско-српска коалиција. У октобру 1905. потписане су две резолуције, од којих је Задарску потписала српска страна, а Ријечку хрватска, у којима се истиче јединство хрватског и српског народа те њихова равноправност. Срби у Задарској резолуцији дају подршку Хрватима за уједињење Далмације и остатка Хрватске. Хрватско-српска коалиција побеђује на изборима 1905. и 1906. године, али је до избора 1907. она сломљена под притисцима из Беча и Будимпеште. Ипак, коалиција се није распала ни у време великих монтираних процеса против хрватских Срба (Велеиздајнички и Фридјунгов процес). Будући да су утицаји Милетићева Српске самосталне странке, која се није слагала са угарском службеном политиком, били све јачи у народноцрквеним саборима, године 1912. угарска влада укинула је српску аутономију укидањем народно-црквених сабора. У периоду између анексије Босне и Херцеговине и почетка Првог светског рата долази до развоја екстремних струја и код Срба и код Хрвата.
Када су, Европу захватили нови ратови, Бечу није одговарала српскохрватска слога, па је Славонију и Војводину препустио утицају милитантне Пеште. То мучно раздобље потпуне подложности Хрватске угарским (мађарским) интересима и новог насиља над Србима трајало је све до 1918. године, јер је Аустроугарска желела да реформу своје монархије изврши на рачун Словена, а пре свега, Срба. После атентата Гаврила Принципа на престолонаследника Франца Фердинанда у Сарајеву, Срби су у овој монархији, па и тадашњем хрватском простору постали „велеиздајнички народ”. Антисрпских демонстрација, уз рушење и скрнављење гробаља и цркава, било је у Загребу, Ђакову, Петрињи, Славонском Броду, а мање у далматинским градовима Шибенику, Сплиту и Дубровнику. После објављене мобилизације августа 1914. године, Срби су насилно узимани као таоци, затварани у логоре, чак и стрељани, а многи су протеривани из места становања. Све је то вршено уз сагласност хрватског Сабора, под оптужбама за „вређање Цара и великосрпску пропаганду”. Дошло је чак и до јавних суђења у Загребу, где су на „црну клупу” сели др Срђан Будисављевић, посланик и др Лаза Поповић, др Милан Теодоровић и Ђорђе Гавриловић. Током 1916. монтираних процеса било је и у Сплиту, Задру и Дубровнику. Наредбом Бана, ћирилица је забрањена још на почетку Првог светског рата, а потом и познати српски листови: „Нови Србобран”, „Српски Глас” и „Дубровник”.
За време Првог светског рата велик број хрватских Срба учествује у рату на страни Аустроугарске. Добар је пример за то Светозар Боројевић, који је достигао чин фелдмаршала и био један од ретких успешних аустријских генерала на бојишту. Мајском декларацијом и Крфском декларацијом, које су потписане за време Првог светског рата, отварају се многе могућности, али и питања у вези с могућом будућом заједничком државом јужних Словена.

### Период између два светска рата и Краљевина Југославија
Формирањем Националног већа Словенаца, Хрвата и Срба тежило се једнакости у новонасталој Држави Словенаца, Хрвата и Срба. Светозар Прибићевић одржао је говор у Хрватском сабору 29. октобра 1918. године на којем је међу осталим изјавио да су у заједничкој држави Словенци, Хрвати и Срби потпуно једнак фактор и да су та три народна имена израз за једну политику и народну свест.
На Светозара Прибићевића и његове следбенике након уједињења Државе СХС са Краљевином Србијом и Краљевином Црном Гором у Краљевину Срба, Хрвата и Словенаца пада главнина мржње Хрвата због неравноправног, изнуђеног уједињења, а потом и због политичке, привредне и националне репресије великих размера која је уследила одмах након уједињења. Прибићевић је у заједничкој влади са радикалом Николом Пашићем издржао свега годину дана. Самостална демократска странка, како се звала Прибићевића странка, тежила је интегралном југословенству и јакој националној држави. Од 1925. године па све до 1939. Самостална демократска странка, као најјача странка хрватских Срба, не излази из опозиције, а и 1939. године се враћа на власт као коалициони партнер Хрватске сељачке странке у Сељачко-демократској коалицији. Прибићевић ће свој живот завршити затворен у Прагу 1936. године, али ће његова идеја о сарадњи хрватских и српских политичара преживети све до Другог светског рата. У Загребачким пунтикацијама из 1932. године које је донела Сељачко-демократска коалиција, тежи се федералном уређењу Југославије.
Према етничкој мапи српскохрватског простора централне Југославије, која је 1936. године рађена за потребе Крунског савета Кнеза Павла, 90% становништва у Западној Славонији, Банији, Кордуну, Лици и Далматинској Загори, чинили су Срби. Тада је у границама данашње Хрватске било 1,2 милиона Срба. Пет година касније, међутим, у тзв. Независној Држави Хрватској (НДХ), немачки војни представник Глез фон Хорстенау записао је у Загребу да Срби у Хрватској чине 31% становништва и да су највише концентрисани у Савској, Врбаској и Приморској бановини. У немачким службеним изворима, у НДХ је крајем 1940. године, живело 1.847.000 Срба, а Хрвата три милиона. На територији НДХ постојало је девет српско-православних епархија, од чега су четири биле у Хрватској: Славонска у Пакрацу, Загребачка, Горњокарловачка и Шибенска.
Према књизи Коминтерна - југословенско и српско питање Бранислава Глигоријевића из 1992, питање позиције српског народа у оквиру Хрватске било је тема за Комунистичку партију Југославије још 1930-их. На свом Петом конгресу одржаном јуна 1924. године, Коминтерна уобличава своју визију разбијања Краљевине Срба, Хрвата и Словенаца на Србију, Хрватску, Словенију и Македонију, чему КПЈ на свом Четвртом конгресу у Дрездену октобра 1928. године додаје и Црну Гору, као и право на самоопредељење Мађара у Војводини и Албанаца на Косову. Коминтерна 1932. године издаје задатке КПЈ о разради распада сада већ преименоване Југославије, и подстицању "акције угњетених народа" против великосрпске хегемоније.
Ђуро Цвијић, члан Групе хрватских националних револуционара комуниста, добио је задатак да уобличи хрватске циљеве. Иако и сам Хрват, полазећи од буквалне примене става Коминтерне да су сви народи ван преткумановске Србије угњетавани од стране Срба, тако су и Срби западно од Дрине угњетени од стране српске буржоазије источно од Дрине. Цвијић пише: Хрватски национални териториј има облик прстена у чијој средини се налази скоро компактно српско подручје од Глине до Гламоча и од Прњавора до Плашкога… Српском подручју које се налази у средини хрватског националног територија признаје се право самоопређељења. Детаљније говори да је реч о простору који равном линијом има 180 км (Плашко-Прњавор) са 155 км (Глина-Гламоч), и који обухвата карловачку Војну границу, Бањалучку Крајину и Високу Крајину (Гламоч, Грахово, Дрвар, Босански Петровац).
Неуобичајено Цвијићево резоновање за ондашње прилике у КПЈ ("доктринарно принципијелно и морално обзирно"), одбачено је од стране тадашњег вође КПЈ, Милана Горкића. Цвијић је чак потегао и хипотетичку ситуацију која би снашла Срба у таквој Хрватској цитирајући франковске и хрватске шовинистичке пароле ("напоље са Србима из Хрватске"). Мада прихвата Цвијићеву логичку премису, Горкић одбацује идеју уз објашњења да би се тако "сишло са партијске линије", али и да је у реду да се франковске антисрпске пароле користе ако се поклапају са ставовима КПЈ. Прича о српском самоопредељењу у оквиру Хрватске је замрла 1934. године када се у питање умешао Јосип Броз Тито.
Оснивањем Комунистичке партије Хрватске 1937. године, све је већи број Срба сељака окупљен у овој странци. Споразумом Цветковић—Мачек 1939. године у којем учествује као партнер Хрватска сељачка странка и Самостална демократска странка, створена је Бановина Хрватска. Један део Срба незадовољан је тим решењем те траже стварање нове политичке јединице, Српске крајине, састављене од делова Босанске и Хрватске крајине. Ипак, због врло мале подршке тој групи, до стварања такве јединице није дошло.

### Други светски рат, НДХ и ЗАВНОХ
Успоставом Независне Државе Хрватске 1941. године почело је најтрагичније раздобље у историји српског народа у Хрватској.
Доласком Анте Павелића и усташа на власт, Срби су као народ једноставно били потиснути и подвргнути геноциду. То је озакоњено „Одредбама за обрану народа и државе”, затим „Одредбом о забрани ћирилице” и „Наредбом о обележавању православаца” траком са натписом „П”, као и „Одредбом за језичка питања”, која је имала за циљ да да искорени српски из хрватског језика. I кроз све друге законе које је доносила влада НДХ, дискриминација и геноцид над Србима био је легализован.
Устанак је плануо испрва у крајевима који су били насељени српским становништвом. Ипак, у отпору усташама, нацистима и фашистима учествовали су заједно Срби и Хрвати. Из заједничког отпора непријатељу рађа се привидно јединствена Југославија, иако и Хрвати и Срби у Хрватској баштине трауме изазване страхотама из Другог светског рата. Документи ЗАВНОХ-а потврђују Србе из Хрватске заједно са Хрватима као конституенте у формирању ЗАВНОХ-а и у доношењу свих његових докумената којима је током Народноослободилачког рата успостављена Демократска Србија (уз формирање и дјеловање Српског клуба одборника у оквиру ЗАВНОХ-а).
Са Кордуна је 1942. године ипак потекла идеја о послератној српској аутономији у Хрватској. Према Момчилу Диклићу (Како су страдали визионари судбине Срба у Хратској, 2011), учитељ Љуба Вујичић је припремио концепт аутономије. Концепт је затим предао Моши Пијадеу, који га је дорадио. Вујичић је однео свој предлог Титу, који се тада налазио у Босанском Петровцу, али се, према Владимиру Дедијеру (Нови прилози, 1981), одатле вратио "двапут брже него што је отишао".
Српски клуб вићника ЗАВНОХ-а основан је 10. новембра 1943. године, те је оснивање Клуба доказ пуне равноправности и једнакости Срба и Хрвата у Хрватској. Повереништво просвете ЗАВНОХ-а упутило је 9. фебруара 1945. распис народноослободилачки одборима о употреби писама у основним и средњим школама у Хрватској. У томе распису стоји да се у школама уче и ћирилица и латиница. Несумњиво је најважнији документ Трећег заседања ЗАВНОХ-а Декларација о основним правима народа и грађана Демократске Хрватске, јер је он основа уставноправног развоја НР/СР Хрватске у читаву послијератном периоду. У Декларацији стоји да су хрватски и српски народ у Хрватској потпуно су равноправни.
Оснивањем Српског клуба вићника ЗАВНОХ-а уследило је, на пољу културе и осивање Српског певачког друштва „Обилић”, покретање листа „Српска реч”, а 14. новембра 1944. године у Глини основано је и Српско културно друштво Просвјета.

### СФР Југославија
Након Другог светског рата врло је јасно поимање места српских националних институција у Хрватској у политици нове, народне власти. Наиме, ни за време рата, ни после рата, у том поимању нема места било за какве посебне „српске институције”. Одмах након Другог светског рата заиста су обновљене неке „српске институције”, као на пример Савез српских земљорадничких задруга, али је и он брзо распуштен. Српски клуб вијећника ЗАВНОХ-а остаје и након усвајања Устава НР Хрватске 1946. године, с тим да се не зна чиме се бавио после рата, када престаје да делује и да ли је уопште формално укинут. Слично се питање може поставити и у вези с Главним одбором Срба у Хрватској који настаје на Конгресу Срба у Хрватској, одржаном 29. и 30. септембра 1945. године, са тридесет хиљада учесника. Иако је Конгрес одржан као први по реду, никада више није постављено питање његова поновна сазивања, а о дјелатности Главног одбора такође се не може много више рећи јер се не зна нити је ли и како је престао да ради.
Др Динко Давидов тврди да су хрватске комунистичке власти и у ФНРЈ наставиле са уништавањем православних храмова по Хрватској. На територији Далматинског залеђа од 1947. до 1957. године, потпуно је сравњено са земљом 57 сеоских цркава, које су током рата биле само незнатно оштећене обзиром да су се налазиле у италијанској окупационој зони или су биле под партизанском влашћу. О томе постоји званична одлука Народноослободилачког одбора у Удбини, у Лици, а бискупа Антуна Акшамовића, који је српске цркве претварао у католичке, одликовали су и др Анте Павелић 1943. и Јосип Броз Тито 1957. године орденом Братства и јединства. Стварањем „авнојске” Југославије у Јајцу 1943. године, Срби у Хрватској повратили су статус државотворног конститутивног народа у НР, а затим СР Хрватској, све до 1990. године, али нису много побољшали свој национални положај. Непостојањем националних образовних и културних институција, све су више гурани у хрватски менталитет, коришћење хрватског језика и заборављање (неупотребљавање) ћирилице. Маса је исељена у Србију у колонизацији после Другог светског рата, а те нове генерације умногоме су заборавиле порекло и корене.
Срби у Хрватској, унутар друге Југославије, нису имали културну аутономију, мада је таква идеја била заговарана током рата, у време стварања будућих контура ФНРЈ. Ту идеју лансирао је Моша Пијаде, али је Јосип Броз није прихватио, као што сличан план Душана Бркића, Рада Жигића и Данице Опачић, седамдесетих година, није хтео да прихвати Владимир Бакарић (Куперштајн). Одмах иза рата, Срби су септембра 1945. године, одржали у Загребу свој први конгрес, коме је присуствовало 30.000 људи. Тада је изабран и Главни одбор, као врховно српско политичко представништво. У то време Срби су били унеколико институционализовани. Имали су Клуб Срба вијећника ЗАВНОХ-а, Централну библиотеку Срба у Хрватској, Музеј Срба у Хрватској и лист „Српска Ријеч”, који је штампан ћирилицом. Средином педесетих то српско гласило је променило име у „Просвјета”, када је основано истоимено српско културно друштво. Огранци „Просвјете” постојали су у Задру, Книну, Ријеци, Карловцу итд. Међутим, већ код првог хрватско-српског међунационалног сукоба почетком седамдесетих, то друштво је забрањено као „легло српских националиста”.
Од појаве Маспока, али и након његовог гашења, у Хрватској су српска реч и ћирилица, незванично биле укинуте, а са њима и све званичне српске институције, док су из школских уџбеника избацивана поглавља о српској историји. За обнову православних храмова влада у Загребу никада није имала новца, док је истовремено подизала нове католичке цркве и обнављала старе, па чак и у Војводини. Ово гушење српског културног и националног идентитета потпомогнуто је прећутном политиком СКХ и СКЈ ни чудило онда, што је постојало уврежено мишљење о „тисућљетној хрватској култури” и „српском опанку”. Са јачањем интенција о повратку српске државности и српства у политичком животу посттитовске Југославије, дошло је најпре у книнској Крајини до нарастања српске националне свести. Под руководством Душана Старчевића, у Бенковцу је обновљен рад Културно-просветног друштва Просвјета, а у Книну је народни посланик Јован Опачић основао Српско културно друштво Зора. Године 1989, Крајишници су у свом селу Косову код Книна прославили 600 година од Косовске битке и тако дали свој допринос прослави на Косову Пољу. У Книну је већ постојао Српски радио, као и локални српски лист.

### Самостална Хрватска и Рат у Хрватској
Дана 27. јуна 1990. године на основу 43. амандмана на Устав Хрватске, Скупштина општине Книн донела је одлуку о формирању Заједнице општина Северне Далмације и Лике, што је фактички био званичан предлог загребачким властима за увођење м српске аутономије у Хрватској. Том приликом је лидер тек основане Српске демократске странке др Јован Рашковић јавно истакао да је тзв. Заједница општина база за успостављање политичког, а и територијалног јединства српског народа и корак ка модерној аутономији.
Др Милан Бабић, тадашњи председник општине Книн, одрицао је да је ту реч о стварању српске државе, говорећи да се само ради о реакцији Срба на кроатизам и на тортуру већине у Хрватском сабору. Када је, 25. децембра 1990. године Устав Хрватске и Сабор 25. јуна 1991. године, прогласио стварање нове независне државе Хрватске, у којој није било места за српски народ као државотворни, дошло је до оружаних сукоба и отцепљења прво те Заједнице општина, а потом и делова Западне Славоније, као и Источне Славоније, Барање и Западног Срема у јединствено подручје Републику Српску Крајину, 19. децембра 1991. године. Ово подручје насељавало је у току рата око 360.000 становника, а од стране међународне заједнице проглашена је УНПА (ружичастом) заштићеном зоном.
Године 1991. године групе интелектуалаца и угледних Срба из Хрватске покреће иницијативе у циљу спречавања рата и изналажења разрешења конфликтне ситуације у Републици Хрватској мирним путем. У том контексту оснива се Српски демократски форум. У Загребу се обнављају и Српско културно друштво Просвјета и Српско привредно друштво Привредник до краја 1993. године. Оснива се и Српска народна странка која с избијањем рата у Хрватској постаје политичка партија која је заступала интересе Срба на подручјима под надзором хрватске власти. Српска народна странка је у периоду од 1992. до 1995. године у Хрватском сабору имала 3 посланика с Миланом Ђукићем који је био потпредседник Сабора.
У то време за српски народ у Хрватској ван територије Српске Крајине, наступили су црни дани. Током 1991. године, спаљено је и уништено много српских села у Западној Славонији, док су њихови становници прогнани. Они који нису пристали да напусте своје домове ликвидирани су у својим кућама (Извештај Хелсиншке комисије, 1992). Наредбе за расељавање Срба издавали су кризни штабови општина и то по улицама и трговима као у најгорим временима смрти и страдања. Информативни центар Српског Сабора из Београда има податке о расељавању 24 српска села у општини Славонска Пожега и протеривању мирног цивилног српског становништва, већином старијих особа под контролом 113. бригаде ЗНГ. Од августа 1990. до јуна 1991. године, у Хрватској је оптужено око 20.000 лица од чега је 70% српске националности (Amnesti International).
Године 1995. у војним акцијама Бљесак и Олуја, Република Српска Крајина је окупирана од стране хрватске војске у сарадњи са НАТО-ом, при чему је око 220.000 Срба избегло у Србију и Српску, док је спаљено преко 20.000 кућа и убијено 1.800 цивила. Друга учесница у рату даје и за званичне сматра значајно мање податке о убијеним српским цивилима.
У последњих неколико година део Срба, већином старијег становништва, се враћа на своја имања у Крајини.
Један број Срба у Хрватској је током 90-их променио своје име или презиме.
У савременој Хрватској, Срби су константна мета говора мржње и насиља. Током 2021. у Хрватској је забиљежено 297 графита с говором мржње и 26 физичких напада.
Током 2022. и 2023. године, поједини Срби су процесуирани и осуђиван од стране органа Хрватске због објављивања фотографија и видео садржаја који према њиховим наводима вријеђа национална осјећања грађана Хрватске. Једна женска особа је осуђена на 15 дана затвора јер је како тамошњи органи наводе величала непостојећу територијалну творевину (РСК), док су пјевачик крајишких пјесама током 2023. и 2024. осуђивани због повреде угледа Републике Хрватске.

## Демографија
Највећи број Срба у Републици Хрватској живи у Загребу. После Загреба, највећи број Срба живи на Банији, Кордуну, Лици, Северној Далмацији, Славонији, западном Срему и Барањи. Мањи број Срба живи у јужној Далмацији, Билогори, Мославини, Горском котару и Истри.
17 општина у Републици Хрватској има већинско српско становништво:
- Борово, Маркушица, Негославци и Трпиња у Вуковарско-сремској жупанији;
- Ердут, Јагодњак и Шодоловци у Осјечко-барањској жупанији;
- Двор и Вргинмост у Сисачко-мославачкој жупанији;
- Војнић и Крњак у Карловачкој жупанији;
- Доњи Лапац и Врховине у Личко-сењској жупанији;
- Бискупија, Цивљане, Ервеник и Кистање у Шибенско-книнској жупанији;

Према попису становништва из 2001. године у четири жупаније у укупном броју становника Срби учествују са више од 10%: у Вуковарско-сремској жупанији (15,6%), Сисачко-мославачкој жупанији (11,7%), Карловачкој жупанији (11,0%) и Личко-сењској жупанији (11,5%).
Број Срба је 1991. био много већи, када их је било 581.663, чинећи 12,2% становништва Хрватске.
У попису становништва 1971. је у СР Хрватској забележен највећи број Срба, њих 626,789 (преко 14% становништва).
Према подацима Државног завода за статистику Хрватске, хрватским као матерњим језиком говори 4.265.081 (96,12%) становника Хрватске, док 44.629 (1,01%) становника говори српски језик као матерњи, што је значајно мање од 201.631 (4,54%), колико се становника Хрватске национално изјаснило као Срби. Према методологији хрватског Државног завода за статистику, под матерњим језиком се подразумева језик који је особа научила у раном детињству, односно, ако се у домаћинству говорило неколико језика језик који особа сматра својим матерњим.

### Промене за време рата у Хрватској
Највећи пад броја Срба у Хрватској се догодио за време рата у Хрватској 1991—1995. Већина Срба, њих 200.000 (2005). наставља да и даље живи у избеглиштву у Босни и Херцеговини, Србији и Црној Гори.
Према попису становништва из 1991, последњем пре почетка рата, у Хрватској је живело 581.663 Срба. У укупном становништву Хрватске, процентуално, Срби и Хрвати, односно припадници православне и католичке вероисповести су учествовали са:
- Хрвати 78,1%, католици 76,5%
- Срби 12,2%, православци 11,1%

За време рата, велике промене у просторном распореду Срба у Хрватској и њиховом броју догодиле се се у два наврата: на почетку, током 1991, и затим на крају рата, током 1995. године.
После рата, удео Срба и Хрвата, односно припадника православне и католичке вероисповести је следећи:
- Хрвати 89,6%, католици 87,8%
- Срби 4,5%, православци 4,4%

На почетку рата највећи део Срба је напустио подручја Билогоре и северозападне Славоније, док је на крају рата, током 1995. у операцијама Бљесак и Олуја већина српског становништва избегла са подручја Западне Славоније, Баније, Кордуна, Лике и северне Далмације.

### Пописи 2011. и 2021. године
Број Срба у Хрватској по жупанијама према попису из 2011. и 2021. године.
|    | Жупаније               | Главни град    | Стан. (2011) | Број и проценат Срба (2011) | Стан. (2021) | Број и проценат Срба (2021) |
| -- | ---------------------- | -------------- | ------------ | --------------------------- | ------------ | --------------------------- |
| 1  | Загребачка             | Загреб         | 317.606      | 2.718 (0,86%)               | 299.985      | 1.789 (0,60%)               |
| 2  | Крапинско-загорска     | Крапина        | 132.892      | 217 (0,16%)                 | 120.702      | 159 (0,13%)                 |
| 3  | Сисачко-мославачка     | Сисак          | 172.439      | 21.002 (12,18%)             | 139.603      | 12.153 (8,71%)              |
| 4  | Карловачка             | Карловац       | 128.899      | 13.408 (10,40%)             | 112.195      | 8.683 (7,74%)               |
| 5  | Вараждинска            | Вараждин       | 175.951      | 699 (0,40%)                 | 159.487      | 472 (0,30%)                 |
| 6  | Копривничко-крижевачка | Копривница     | 101.221      | 2.196 (1,90%)               | 317.606      | 1.535 (1,52%)               |
| 7  | Бјеловарско-билогорска | Бјеловар       | 119.764      | 7.552 (6,31%)               | 101.879      | 4.964 (4,87%)               |
| 8  | Приморско-горанска     | Ријека         | 296.195      | 14.888 (5,03%)              | 265.419      | 10.419 (3,93%)              |
| 9  | Личко-сењска           | Госпић         | 50.927       | 6.949 (13,65%)              | 42.748       | 4.062 (9,50%)               |
| 10 | Вировитичко-подравска  | Вировитица     | 84.836       | 5.144 (6,06%)               | 70.638       | 3.168 (4,50%)               |
| 11 | Пожешко-славонска      | Пожега         | 78.034       | 4.680 (6,00%)               | 64.084       | 2.801 (4,37%)               |
| 12 | Бродско-посавска       | Славонски Брод | 158.575      | 4.124 (2,60%)               | 130.267      | 2.170 (1,67%)               |
| 13 | Задарска               | Задар          | 170.017      | 8.184 (4,81%)               | 159.766      | 5.955 (3,73%)               |
| 14 | Осјечко-барањска       | Осијек         | 305.032      | 23.657 (7,76%)              | 258.026      | 15.486 (6,00%)              |
| 15 | Шибенско-книнска       | Шибеник        | 109.375      | 11.518 (10,53%)             | 96.381       | 8.064 (8,37%)               |
| 16 | Вуковарско-сремска     | Вуковар        | 179.521      | 27.824 (15,50%)             | 143.113      | 19.309 (13,49%)             |
| 17 | Сплитско-далматинска   | Сплит          | 454.798      | 4.797 (1,05%)               | 423.407      | 3.271 (0,77%)               |
| 18 | Истарска               | Пула           | 208.055      | 7.206 (3,46%)               | 195.237      | 5.778 (2,96%)               |
| 19 | Дубровачко-неретванска | Дубровник      | 122.568      | 2.095 (1,71%)               | 115.564      | 1.433 (1,24%)               |
| 20 | Међимурска             | Чаковец        | 113.804      | 249 (0,22%)                 | 105.250      | 187 (0,18%)                 |
| 21 | Град Загреб            | Загреб         | 790.017      | 17.526 (2,22%)              | 767.131      | 12.034 (1,57%)              |

## Срби у Хрватској данас
Како би заштитили свој културни и национални идентитет, те се укључили у политички живот Хрватске, Срби оснивају своја удружења и политичке странке.
Централна организација Срба у Хрватској је Српско народно вијеће — Национална координација већа српске националне мањине у Републици Хрватској.
У Хрватској делују следеће политичке странке Срба: парламентарна Самостална демократска српска странка и ванпарламентарне Демократски савез Срба, Српска народна странка, Партија подунавских Срба, Нова српска странка, Демократска партија Срба и Наша странка.
Актуелни поптредседник Владе Републике Хрватске проф. др Слободан Узелац (на функцији од 12. јануара 2008) први је члан Владе у самосталној Хрватској који је српске националности.
У Хрватском сабору Србима су загарантована три мандата.
Значајнија удружења су Српско привредно друштво Привредник, Српско културно друштво Просвјета и Српски демократски форум из Загреба које делују на територији целе Хрватске, те Заједничко веће општина из Вуковара, Друштво Ђурђевдан из Дрежнице и Заједница Срба Ријека.
Епархије Српске православне цркве које се налазе на територији Хрватске су: Митрополија загребачко-љубљанска, Епархија далматинска, Епархија горњокарловачка, Епархија славонска и Епархија осјечкопољска и барањска.
Под покровитељством Српске православне цркве у Хрватској и Загребачке митрополије 2005. године у Загребу је утемељена Српска православна општа гимназија Кантакузина Катарина Бранковић.
Број Срба је у Хрватској сведен на трећину предратног броја. Захваљујући повратку избјеглица из Србије и Републике Српске, број Срба је у порасту. Структура повратничког становништва је изразито неповољна, јер се првенствено ради о старијим особама највећим делом с нижом стручном спремом. Повратници се првенствено враћају у мања места (до 500 становника), док је број повратника у веће градове изразито мален. Повратак тече споро услед бројних проблема с којима се сусрећу повратници:
- стамбено збрињавање бивших носитеља станарског права;
- стамбено збрињавање на „Подручјима од посебне државне скрби” одвија се споро у објектима потпуно неадекаватним за живот;
- немогућности конвалидације радног стажа оствареног у Крајини;
- отежаног стицања држављанства;
- сигурносна ситуација је отежана уз инциденте на националној основи;
- преко 200 српских повратничких села и данас нема струју.[тражи се извор]

Према Коалицији удружења избеглица права Срба у Хрватској су угрожена и великом броју Срба који су избегли и прогнани из Хрватске ни до 2011. године није обезбеђено коришћење своје имовине и стечених права. Коалиција наводи да је до 2011. године десетине хиљада избеглих и прогнаних Срба покушало да поврати своја незаконито одузета имовинска и стечена права пред судовима Републике Хрватске, међутим то већини није успело због пристрасности судова.
У Хрватској је од 1. јануара 1996. до средине 2012. убијено 83 углавном старијих Срба, а ниједан убица није откривен.
У Хрватској је због проглашавања ћирилице непожељним писмом од 1990. године у књигоциду уништено око 2,8 милиона књига ревизијом фондова од сеоских библиотека до оних у Загребу.
Постоји око 50 хиљада српских захтева за враћањем станова у Хрватској, али процес враћања је спор и тешко остварив у пракси.

### Симболи
На седници Српског народног вијећа 9. априла 2005. године донета је одлука о усвајању заставе српске заједнице у Хрватској. Застава је правоугаоног облика, подељена на три хоризонтална поља једнаке ширине, редом: црвено, плаво и бело (видети: пансловенске боје), без других симбола, размера 1:2. Употреба заставе је легализирана 26. априла 2005. одлуком Савјета за националне мањине Републике Хрватске — највишег органа мањинске самоуправе у Хрватској. По изгледу застава је слична народној застави Републике Србије. Застава се истиче у просторима Вијећа српске националне мањине и српских организација, и на скуповима српске заједнице, и то уз заставу Хрватске.

## Култура

### Књижевност
Срби са простора данашње Хрватске дали су велики допринос укупном књижевном стваралаштву српског народа.
Тема живота и проблема Срба у данашњој Хрватској представљају главне теме стваралаштва Симе Матавуља, Војина Јелића и Јована Радуловића.
Током ратова деведесетих преко 30 српских пјесника са територије данашње Хрватске је отишло у избеглиштво, што је постало једна од тема њихове поезије. Операцију Олуја и живот у избеглиштву у свом књижевном опусу третирао је књижевник Горан Бабић.
Књижевна подврста у којој су Срби са ових простора достигли највећа стваралачка достигнућа јесте мемоаристика. Уз мемоарска дјела Николе Тесле, Милутина Миланковића и петотомни Ефемерис Дејана Медаковића нарочито важни су и:
- Огњеслав Утјешановић Острожински, Златна књига породице Острожински, прир. В. Крестић и Д. Араницки, Зборник о Србима у Хрватској, св. 3, САНУ, Београд, 2001 .
- Никола Тесла, Моји изуми, Музеј Николе Тесле, Београд, 2006; Милутин	Миланковић,	Успомене, доживљаји, сазнања, Завод за уџбенике, Београд, 1997.
- Адам Прибићевић, Од господина до сељака, СКД Просвјета, Загреб, 1995.
- Гојко Николиш,	Коријен, стабло, паветина, Загреб, 1981.
- Милка Жицина, Село моје, Нолит, Београд, 1983.

Након етноцида над Србима 1995. они преносе своје писано и усмјено стваралаштво и традицију на простор данашње Србије и Српске. Савремени српски пјесници и писци рођени у данашњој ХР, настављају свој књижевни рад у Србији и многи остварују значајне каријере.
Пјесништво Срба из данашње Хрватске током 20. вијека је 2002. систематизовао и као књигу објавио је Небојша Деветак, док је приповјетке објавио др Душан Иванић 2004. године.
Укупно књижевно стваралаштво Срба са ових простора било је предмет неколико значајних књига и антологија попут:
- Радослава Грујић - Апологија српског народа у Хрватској (1908, ново издање 1989)
- Живот и обичаји Срба граничара, (1987)
- др Станко Кораћ - Књижевна хрестоматија: књижевна баштина Срба у Хрватској (1979)
- др Станко Кораћ - Преглед књижевног рада Срба у Хрватској (1987)
- Здравко Крстановић - Златна пјена од мора (1990)
- др Душан Иванић - Књижевност Српске Крајине (1998)
- Зборник Матице српске - Књижевно насљеђе Српске Крајине (1997)
- Славица Гароња Радованац - Антологија српске лирско-епске поезије Војне Крајине (2000)
- Анђелко Анушић - Јадова јабука (2005)

### У популарној култури
Филмови и серије
- Олуја, филм и ТВ серија, 2022.
- Олуја, краткометражни поетски филм, 2021.
- Дара из Јасеновца, 2020.
- Дневник Диане Будисављевић, 2019.
- Кости, ТВ серија, 2019.
- Посљедњи Србин у Хрватској, 2019.[55]
- Иродови синови, документарни филм, 2016.
- Вратиће се роде, 2007-2008, лик Акија, избјеглице из Бенковца[56]
- Државни посао, ТВ серија
- Дианина дјеца, документарни филм[57] (читав филм)
- Три летња дана, филм, 1997.
- Браћа по матери, филм, 1988.
- Вучари Доње и Горње Полаче, филм, 1978.

## Познате личности
Најпознатији представник заједнице је научник Никола Тесла. Велики број знаменитих и познатих Срба је рођен у Хрватској или је рођен у некој другој земљи а већи део свог радног века је провео у Хрватској. У знамените Србе из данашње Хрватске убрајају се и:
- Руђер Бошковић, филозоф, математичар, астроном, физичар, инжењер, педагог, геолог, архитекта, археолог, конструктор, оптичар, дипломата, путописац, професор, исусовац, најбољи песник на латинском језику осамнаестог века и преводилац-полиглота
- Милутин Миланковић, инжењер, геофизичар, климатолог и астроном, светски познат као аутор теорије познате под именом Миланковићеви циклуси, која описује настанак ледених доба.
- Јосиф Панчић, ботаничар и први председник Српске краљевске академије
- Јосиф Руњанин, композитор хрватске химне Лијепа наша домовино
- Петар Прерадовић, пјесник
- Светозар Боројевић, војсковођа
- Владан Десница, књижевник
- Григор Витез, пјесник, дечји писац, преводилац
- Симо Матавуљ, књижевник
- Војин Бакић вајар, аутор споменика Стјепану Филиповићу у Ваљеву и споменика на Петровој гори
- Светозар Прибићевић, најважнији политички представник српског народа у Аустро-угарској, касније политичар у Држави Словенаца Хрвата и Срба и Краљевини Југославији
- Јосиф Рајачић, карловачки митрополит, српски патријарх и управитељ Српске Војводине
- Патријарх српски Павле, поглавар Српске православне цркве
- Владимир Матијевић, оснивач најважније хуманитарне организације између два светска рата Српског Привредног друштва Привредник, Српске банке и Савеза земљорадничких задруга
- Раде Шербеџија, глумац
- Милорад Пуповац, политичар, предсједник Српског народног вијећа
- Јованка Броз, удовица југословенског председника Јосипа Броза Тита
- Раде Кончар, један од вођа КПХ, и народни херој
- Предраг Стојаковић, кошаркаш
- Јасна Шекарић, репрезентативка Србије у стрељаштву, вишеструка олимпијска, свјетска и европска шампионка
- Синиша Михајловић, фудбалер
- Миладин „Дадо” Пршо, фудбалер, бивши репрезентативац Хрватске
- Арсен Дедић, музичар и кантаутор
- Бранимир Штулић, композитор, пјевач и гитариста рок групе Азра